# Транзитний
Транзи́тний — закритий залізничний роз'їзд Лиманської дирекції Донецької залізниці.
Розташований неподалік від с. Піщане, Щастинський район, Луганської області на лінії Кіндрашівська-Нова — Граківка між станціями Кіндрашівська-Нова (9 км) та Городній (9 км).
Через військову агресію Росії на сході України транспортне сполучення припинене. 30 травня 2016 року рух поїздів відновлено, лінією Валуйки — Кіндрашівська почував курсувати приміський поїзд Кіндрашівська-Нова — Лантратівка.